# Tranebjerg
Tranebjerg is een plaats in de Deense regio Midden-Jutland, gemeente Samsø. De plaats telt 833 inwoners (2008).
Tranebjerg is het administratief centrum van Samsø; men vindt er het Samsø Museum, het Økomuseum Samsø en de Tranebjerg Kirke. Tranebjerg ligt centraal op het eiland Samsø en heeft aldus een rechtstreekse wegverbinding met Kolby Kås in het zuiden en Nordby in het noorden. Ook het enige ziekenhuis van Samsø bevindt zich te Tranebjerg. Tot in het jaar 1288 stond er tevens een kasteel in het dorpje.
Tranebjerg heeft het grootste aantal handelszaken van het eiland en gaat er prat op, de kortste winkelstraat van Denemarken te bezitten, de Langgade.